# ميوزيك بوكس
ميوزيك بوكس انترناشونال (بالإنجليزية: Music Box International)‏، (وتعني بالعربية: صندوق الموسيقى) هي شركة إنتاج إعلامية كويتية.

## التأسيس
تأسست في العام 1984 في دولة الكويت، أنتجت الكثير من الأعمال كالكتب والمطبوعات والأعمال السينمائية والألبومات الغنائية لعدة فنانين من الوطن العربي. مقرها الحالي في إمارة دبي، كما أن لها فروعا في الكويت البحرين، لبنان، السعودية وأربيل

## أبرز الفنانين الذين تعاملوا معها
- السيدة صباح
- مادونا
- وليد توفيق
- ربيع الخولي
- عاصي الحلاني
- وائل كفوري
- نوال الزغبي
- فارس كرم
- رامي عياش
- كاتيا حرب
- كلودا الشمالي
- الأميرة الصغيرة
- ندى رزق
- سوزان تميم
- فور كاتس

## المنشدين
- سامي يوسف
- ماهر زين

## وصلات خارجية
- الموقع الرسمي